# Nature Reviews Clinical Oncology
Nature Reviews Clinical Oncology (до 2009 года носил название Nature Clinical Practice Oncology) — медицинский научный журнал, издаваемый Nature Publishing Group с 2004 года.
В 2012 году журнал обладал импакт-фактором 15,031.

## О журнале
Журнал публикует обзорные статьи, посвящённые последним исследованиям в области клинической онкологии. Основные направления исследований, представленные в журнале, включают в себя:
- Химиотерапия
- Клиническая фармакология
- Диагностирование
- Эпидемиология
- Экспериментальная терапия
- Генетика
- Службы здравоохранения, экономики и результатов исследований
- Гематология
- Гормональная терапия
- Медицинская визуализация
- Иммунотерапия
- Медицинская онкология
- Паллиативная помощь
- Патологии
- Детская онкология
- Предупреждение развития рака
- Радиотерапия
- Скрининг
- Передача сигнала
- Статистика
- Хирургическая онкология
- Целевая терапия